# RC2
RC2 je šifrirni algoritem z variabilno velikostjo ključa. Razvil ga je Ronald Rivest za RSA Data Security (sedaj RSA Security). RC je okrajšava za »Ron's Code« oziroma »Rivest's Cipher«. Je dva do trikrat hitrejši od  DES algoritma. Uporablja 64 bitov velik blok in dodaten niz (dolžine 40 to 88 bitov) imenovan »sol« (angl. salt). Ta je dodan k šifrirnemu ključu, kjer se oba skupaj uporabljata za šifriranje podatka. Ta »sol« se šifrirana pošlje z originalnim podatkom.